# Vindula dioneia
Vindula dioneia är en fjärilsart som beskrevs av Hans Fruhstorfer 1912. Vindula dioneia ingår i släktet Vindula och familjen praktfjärilar. Inga underarter finns listade i Catalogue of Life.